# فايلتيدو
قالب:Expand Spanish

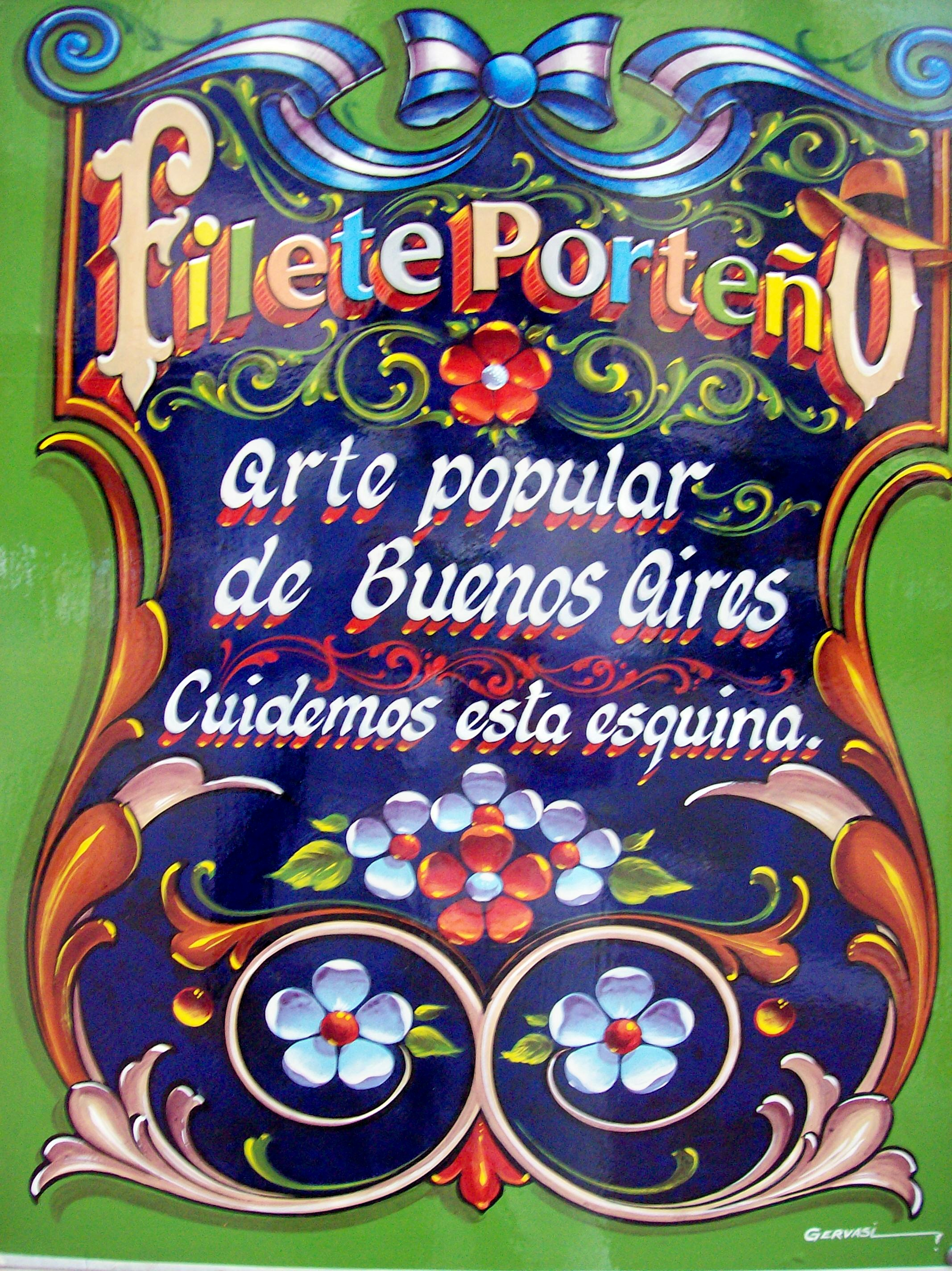
مثال ذاتي الإشارة على هذا الفن.

فايلتيدو (تلفظ بالإسبانية: /fileteˈaðo/) هو نوع من الرسم الفني والخط الفني، بخطوط أسلوبية ونباتات زاهية، يستخدم بشكل نموذجي في بوينس آيرس، الأرجنتين.
يُستخدم لتزيين جميع أنواع الأشياء المحبوبة: اللافتات، سيارات الأجرة، الشاحنات، وحتى الحافلات القديمة كوليكتيفوس، حافلات بوينس آيرس.
تكون الفايلتيس (الخطوط بأسلوب الفايلتيدو) عادةً مليئة بالزخارف الملونة والتماثلات التي تكتمل مع عبارات شعرية وأقوال وأمثال فلسفية، سواء كانت فكاهية أو فاتنة، عاطفية أو فلسفية. كانت جزءًا من ثقافة البورتينوس (سكان بوينس آيرس) منذ بدايات القرن العشرين.
ولدت الفايلتيس كزخارف بسيطة، لتصبح شكلًا تميزيًا للفن للمدينة.
كان العديد من المبادرين من المهاجرين الأوروبيين، الذين جلبوا من أوروبا بعض العناصر التي أصبحت في وقت لاحق فايلتيدو، والتي أصبحت اليوم شكل الفن الأرجنتيني المتميز عندما تمت مزجها مع أنماط الفن التقليدية المحلية.
تم التعرف على فايلتيدو كفن فريد بعد عام 1970، عندما تم عرضه لأول مرة.

## التاريخ
بدأ فايلتيدو في العربات الرمادية التي تجرها الخيول، والتي نقلت الفواكه والحليب والبقالة والخبز في نهاية القرن التاسع عشر.
كان الرسام الذي زخرف العربات يُطلق عليه فايلتيادور، لأنه قام بالمهمة باستخدام فرش طويلة الخيط تُسمى أيضًا "فرش صنع الفايلتي". هذه كلمة مشتقة من اللاتينية "Filum" التي تعني "خيط"، مشيرة إلى الفن بخط رفيع يعمل كزخرفة.
نظرًا لأنه كان شيئًا يُنفَّذ بعد اكتمال العربة، ولكن قبل استلام الدفع، كانت هذه مهمة يجب أداؤها بسرعة.
في تلك الفترة، ازدهر العديد من الرسامين المتخصصين مثل إرنستو ماجيوري وبيبي أغوادو أو فنانين مثل ميغيل فينتورو، ابن سلفادور فينتورو. كان هذا الأخير قائدًا في البحرية التجارية في إيطاليا واستقر في بوينس آيرس، حيث كرس نفسه لفايلتيدو، مدمجًا العديد من الزخارف من بلاده الأصلية. درس ميغيل الرسم وعزز أسلوب والده، حيث نظر العديد من الرسامين الذين شكلوا الفايلتي. يُنسب إليه إدخال الطيور والزهور والماس والتنانين في الزخارف، بالإضافة إلى تصميم الحروف في أبواب الشاحنات. نظرًا لوجود ضريبة مفروضة على الحروف الكبيرة جدًا، قام ميغيل بصنع أحرف أصغر حجمًا ولكن محاطة بتصميمات ملونة ومعقدة للغاية لجذب الانتباه، وهو تصميم استمر لفترة طويلة.

## السمات الرئيسية
في كتاب Filete porteño، للمؤلف ألفريدو جينوفيسي، يصف عالم الأنثروبولوجيا نوربرتو سيريو السمات الرئيسية للفايلتيدو على النحو التالي:
1. درجة عالية من التشكيل
2. الغلبة على الألوان الحية
3. استخدام التظليل والتسليط لخلق وهم العمق
4. الاستخدام المفضل لنمط الخط القوطي أو الحروف المفصلة بشكل كبير
5. تكرار متواصل تقريبًا للتناظر
6. تأطير كل تكوين عند الانتهاء
7. الاستخدام الفعّال للمساحة المتاحة
8. التصوّر الرمزي للعديد من الصور المُمثلة (حدوة الحصان كرمز للحظ الجيد، والتنين كرمز للقوة).

## معرض الصور

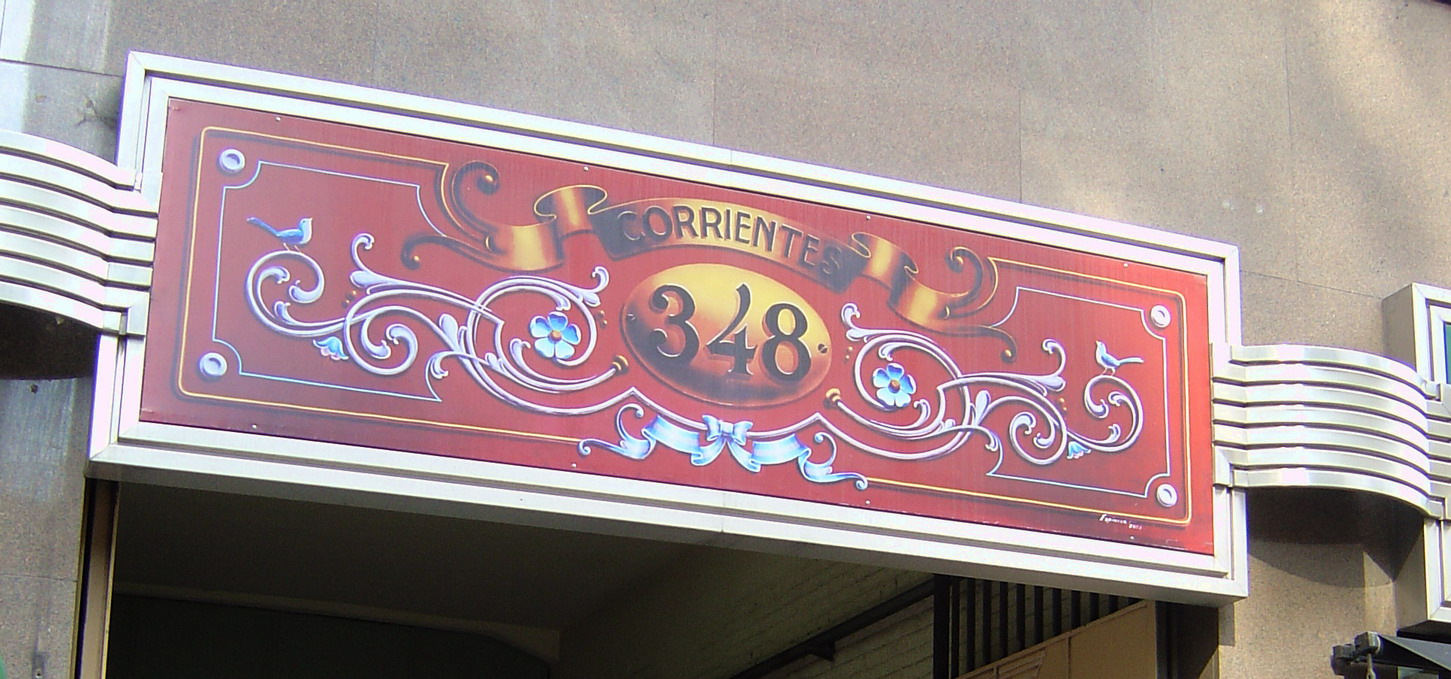
علامة شارع أفينيدا كورينتس 348
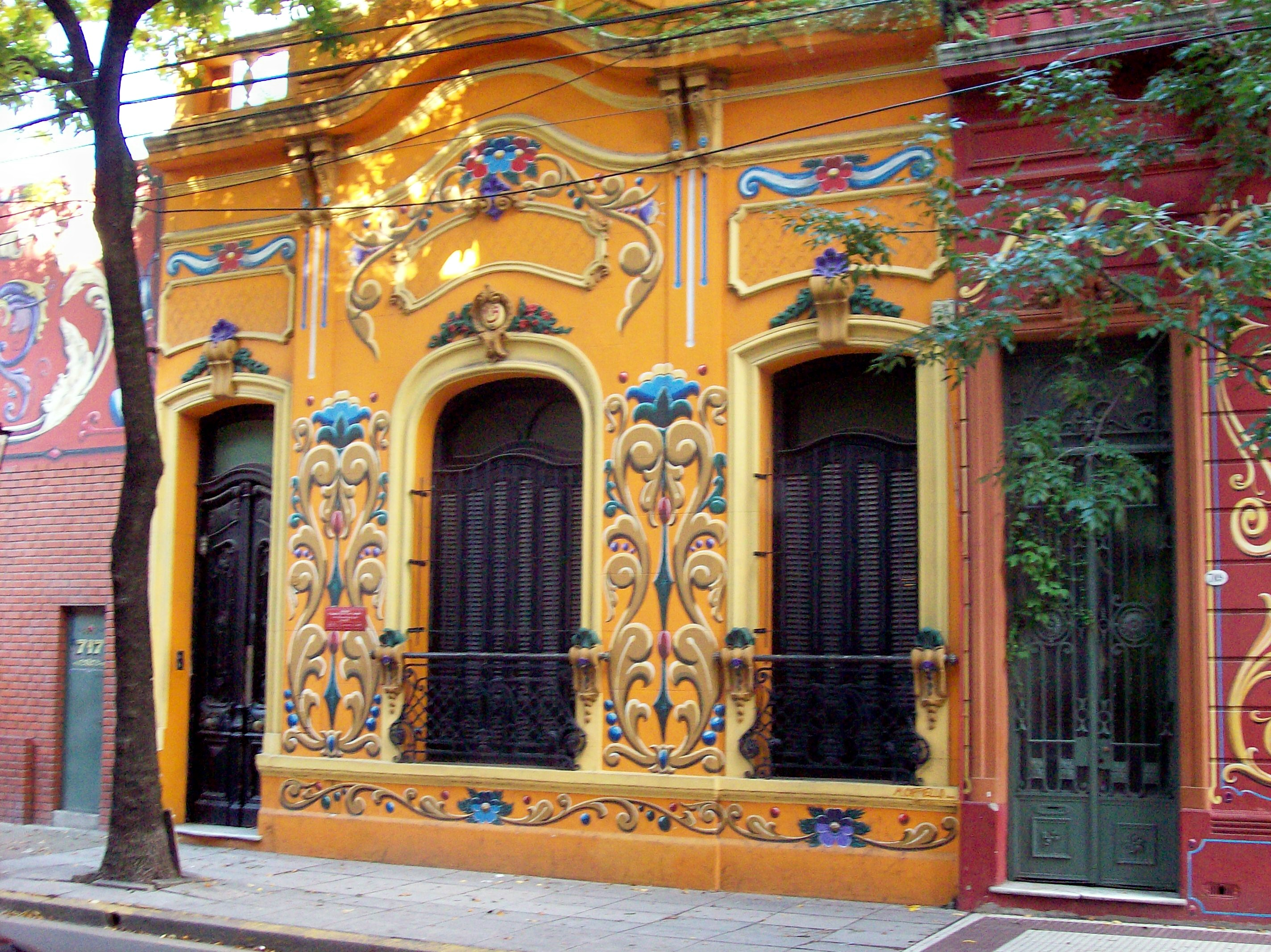
منزل في شارع جان جاوريس
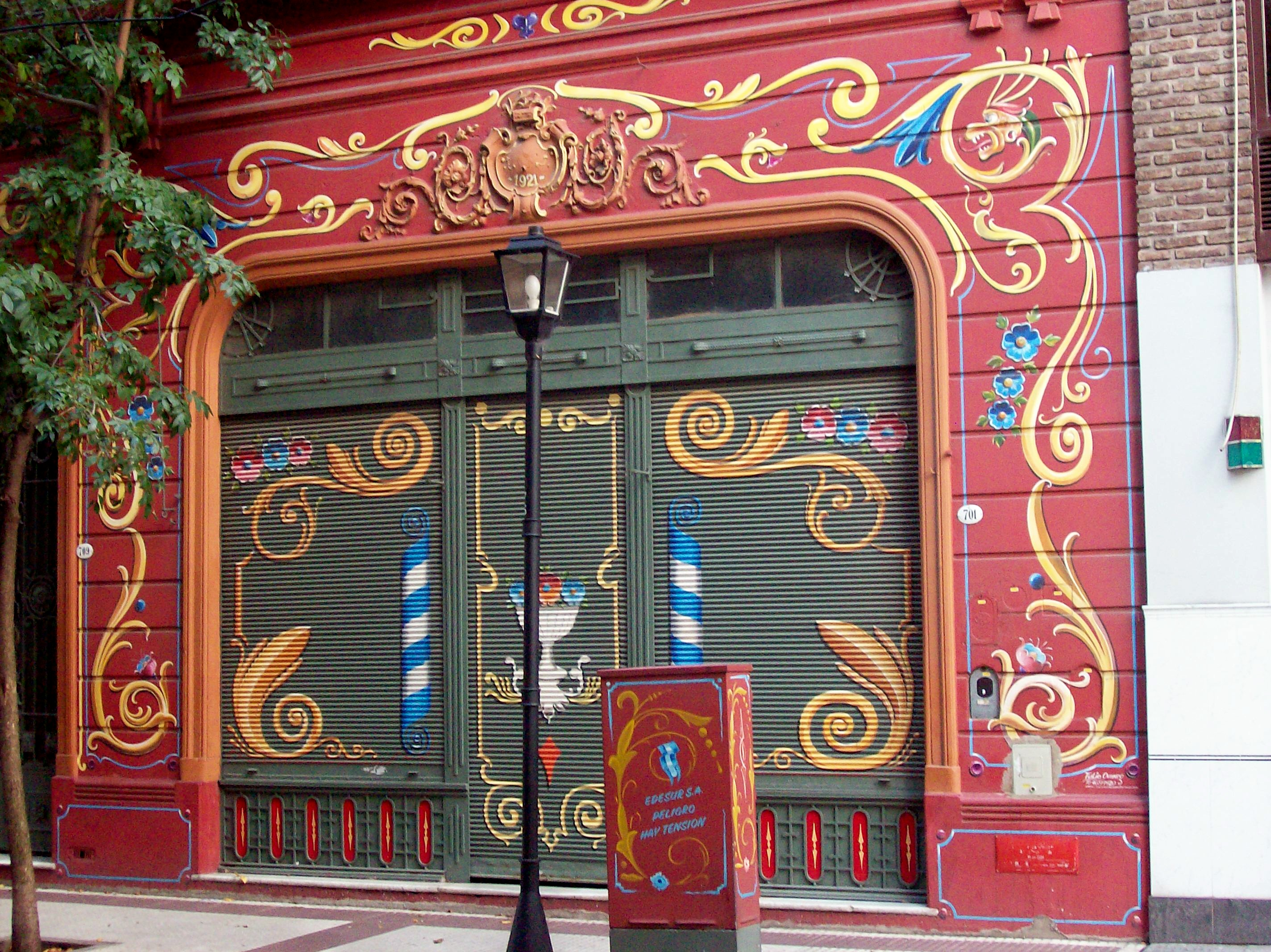
متجر في شارع جان جاوريس
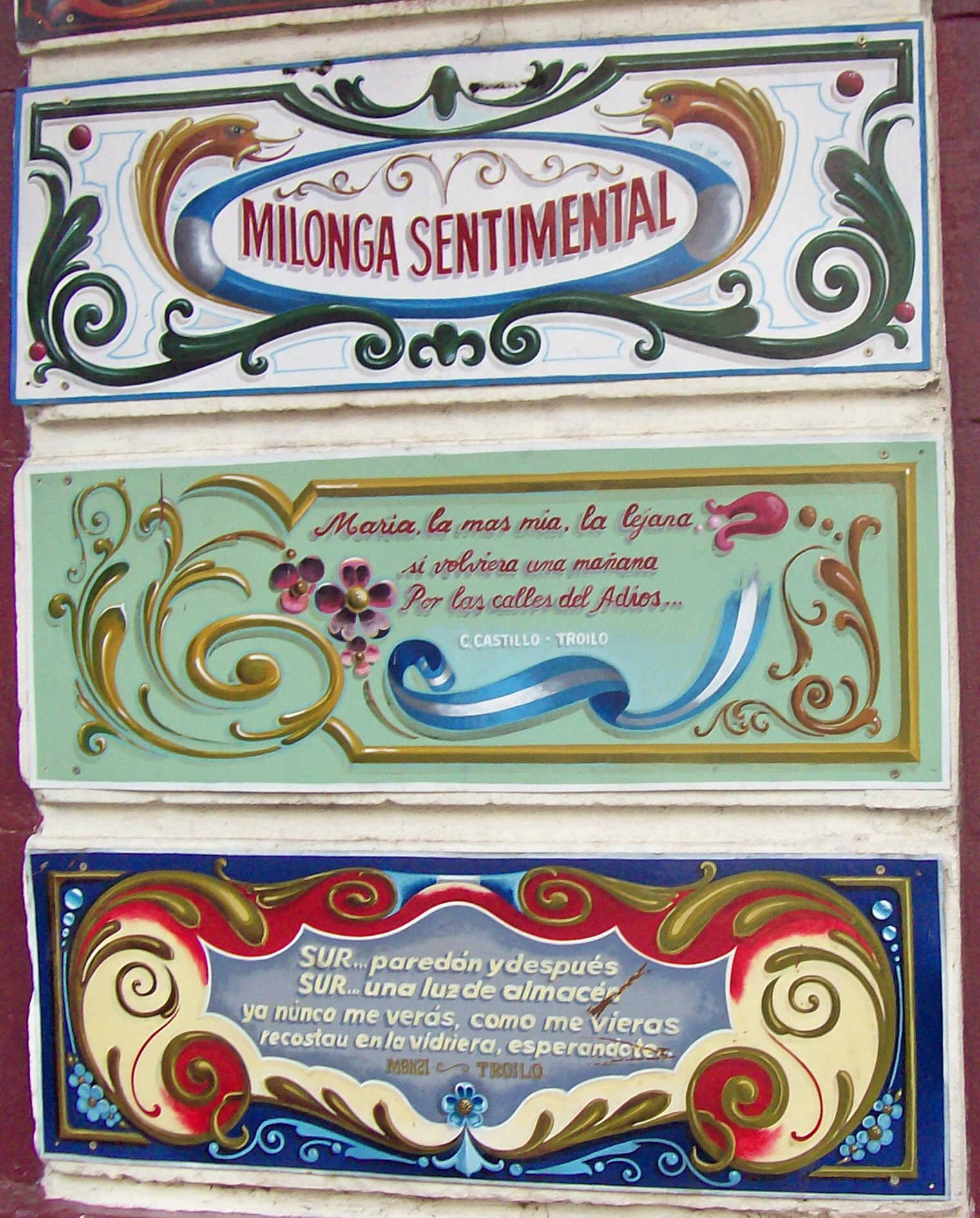
عبارات بأسلوب الفايلتيدو في حي أباستو
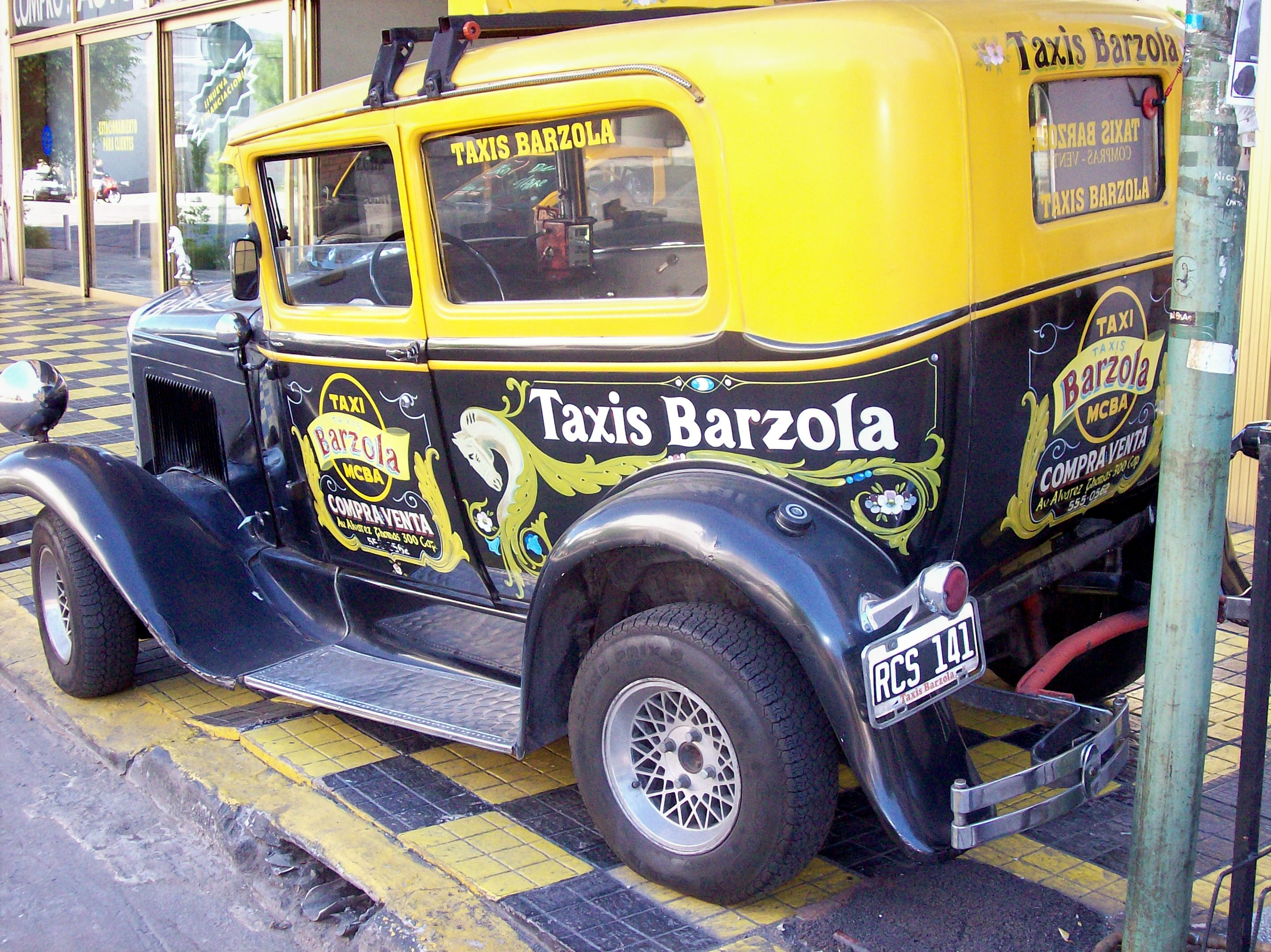
تاكسي كلاسيكي مزخرف بالفايلتيدو
لوحة كارلوس جارديل، بواسطة آرسي
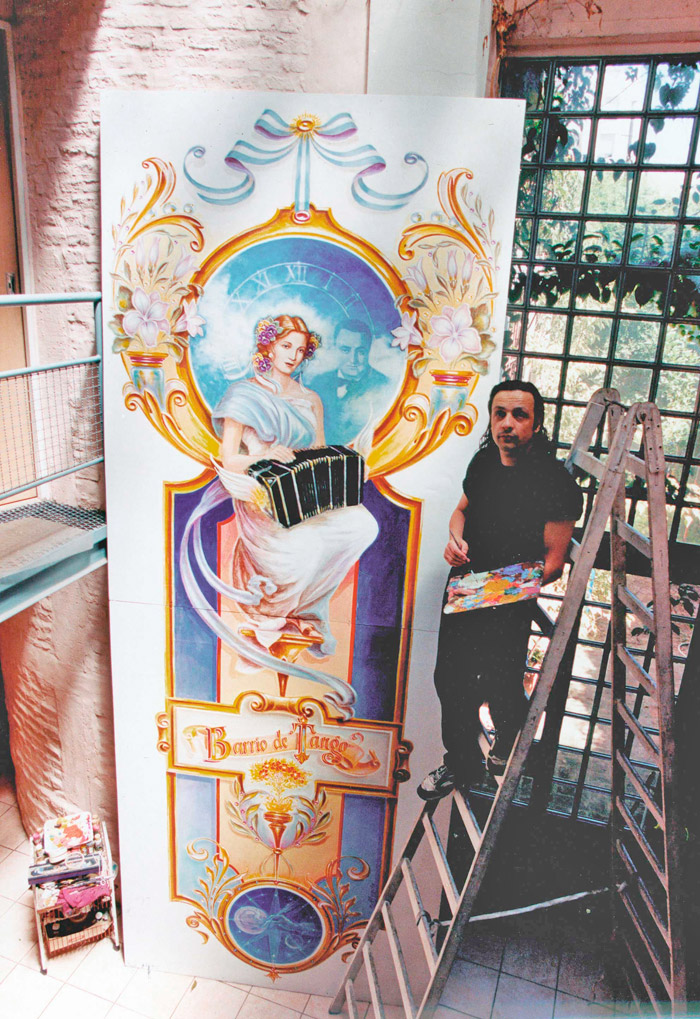
لوحة جدارية، بواسطة خورخي موسيا (1998)
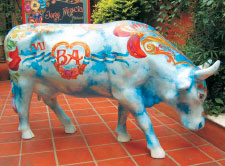
فاكا فيليتيادا لـ كاو باراد، بواسطة خورخي موسيا (2006)
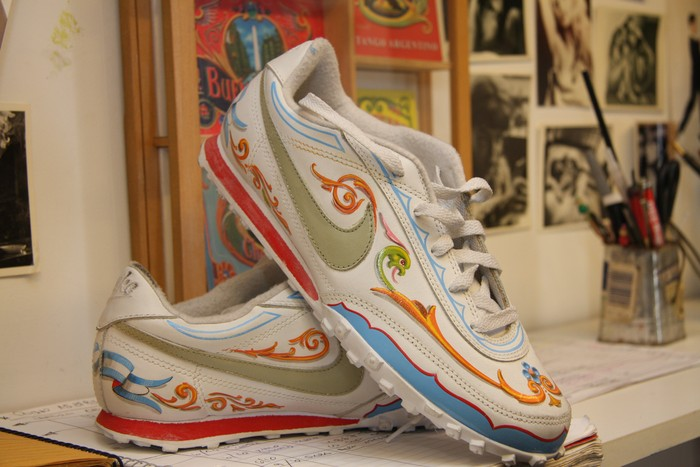
أحذية متداخلة
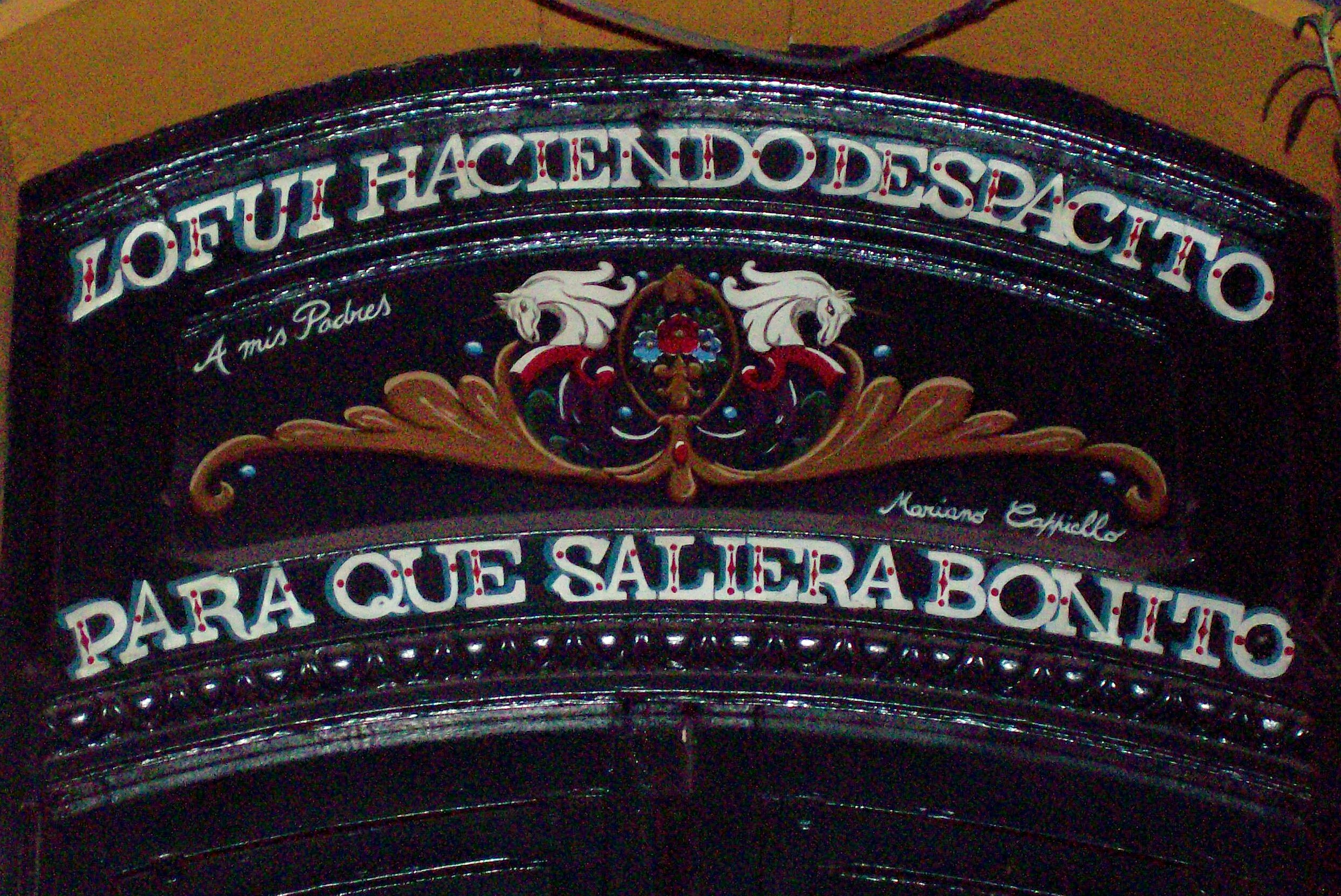
مثال على كتابة الفايلتيدو، يقرأ «أخذت وقتي أثناء صنعها لتظهر بجمال»، والتي تعني "أخذت وقتي أثناء صنعها لتظهر بجمال".

لمثال حديث على استخدامها، انظر غلاف ألبوم عام 2005 هوتي ميلوديك للفنان مايك دوتي.

## روابط خارجية
- "Inscriptions On Carriages" لـ خورخي لويس بورخيس (ترجمة إلى الإنجليزية)[وصلة مكسورة]